# José Rodríguez Zeledón
Pour les articles homonymes, voir José Rodríguez, Rodríguez et Zeledón.
José Joaquín Rodríguez Zeledón, né le 6 janvier 1837 à San José et mort dans la même ville le 30 novembre 1917, est un homme d'État costaricien. 
Il est président du Costa Rica du 8 mai 1890 au 8 mai 1894.